# Chlorocypha ghesquierei
Chlorocypha ghesquierei là loài chuồn chuồn trong họ Chlorocyphidae. Loài này được Fraser mô tả khoa học đầu tiên năm 1959.